# Hans Engelbrecht
 (avril 2024).
Pour les articles homonymes, voir Engelbrecht.
Hans Engelbrecht (né le 11 avril 1599 à Brunswick, mort le 20 février 1642 dans la même ville) est un mystique et prédicateur chrétien allemand.

## Biographie
Selon sa prétendue "véritable vision et histoire du paradis et de l'enfer", il prétend avoir été ressuscité des morts et être resté au paradis et en enfer pendant un certain temps. Engelbrecht parle de ses visions à sa grand-mère, qui ensuite transmet ses prétendues expériences. C'est ainsi qu'est créée en 1625 l'œuvre Wahrhaftige Gesicht und Geschicht vom Himmel und Hölle, dans laquelle sont décrits ses expériences et ses sentiments au paradis et en enfer. La biographie connaît de nombreuses nouvelles éditions. 
Il est excommunié et banni en 1624.
Lors de ses marches de prédication, Engelbrecht va au Schleswig où il reçoit les prophéties d'un ange en 1639, à Brême où il rencontre Paul Felgenhauer et à Hambourg. En 1642, grâce au soutien de membres du Conseil de Brunswick, il peut revenir dans sa ville natale, y mourir et être enterré dans l'église Sainte-Catherine sans être qualifié d'hérétique.
Sa traduction en français Divine Vision et révélation des trois état : l'ecclésiastique, le politique et l'oeconomique, laquelle moy Jean Engelbert,... ay vue de mes yeux et veillant, étant à Winsem, au païs de Lunebourg, l'an 1625, écrite pour une seconde fois à Embden, l'an 1640, par l'autheur mesme, parue en 1680 à Amsterdam, est mise à l’Index librorum prohibitorum par décret le 15 mai 1714 jusqu'en 1900.